# Z3
La computadora Z3, creada per Konrad Zuse el 1941, va ser la primera màquina programable i completament automàtica, característiques usades per definir a un ordinador.
El Z3, de tecnologia electromecànica, estava construït amb 2300 relés, tenia una freqüència de rellotge de 5 Hz, i una longitud de paraula de 22 bits. Els càlculs eren realitzats amb aritmètica en coma flotant purament binària. La màquina va ser completada en 1941 (el 12 de maig d'aquest mateix any va ser presentada a una audiència de científics a Berlín). El Z3 original va ser destruït en 1943 durant un bombardeig a Berlín. Una rèplica completament funcional va ser construïda durant els anys 60 per la companyia del creador Zuse KG i està en exposició permanent en el Deutsches Museum. En 1998 Raúl Rojas va demostrar que el Z3 és un Turing complet.
En 1967, Zuse KG havia construït un total de 251 ordinadors. Aquest mateix any Zuse va suggerir que l'univers en si mateix és un reticle d'ordinadors (Física computacional), publicant aquesta hipòtesi en 1969 en el seu llibre Rechnender Raum.

## Relacions entre el Z3 i altres ordinadors
La següent llista situa el Z3 en el context de l'època:
1. Al contrari que el primer ordinador no-programable creat per Wilhelm Schickard en 1623, el Z3 de 1941 era programable.
2. L'èxit de Zuse sol ser atribuït al seu ús del sistema binari. Aquest sistema va ser inventat uns 300 anys abans per Gottfried Leibniz, i posteriorment usat per George Boole per desenvolupar la seva àlgebra booleana. En 1937, Claude Shannon va introduir la idea d'implementar l'àlgebra booleana mitjançant relés electrònics en un document sobre disseny de circuits digitals. No obstant això, va ser Zuse el que va unir tot això i va fer que funcionés.
3. El primer disseny d'un ordinador controlat per programa va ser realitzat per Charles Babbage a mitjan segle xix. Aquest disseny, no obstant això, no va poder dur-se a terme en aquells moments, suposadament perquè era decimal i, per tant, molt complicat, no binari i simple com el Z3. No obstant això, en 1991, la màquina diferencial de Babbage va ser construïda segons els seus plans originals, i va funcionar correctament. Si l'amiga de Babbage, Ada Lovelace, va ser la primera programadora teòrica, escrivint programes per a una màquina que no existia, llavors Zuse va ser el primer programador pràctic.
4. El ENIAC va ser completat 4 anys després que el Z3. Mentre que l'ENIAC usava vàlvules de buit i el Z3 usava relés, l'ENIAC encara era decimal i el Z3 era binari. Fins a 1948, programar l'ENIAC significava tornar a soldar els cables; mentre, el Z3 llegia els programes de targetes perforades. Avui dia els ordinadors estan basats en transistors en comptes de vàlvules o relés, però la seva arquitectura interna és més semblant al Z3 que a l'ENIAC.
5. El Z3 necessitava una cinta externa per emmagatzemar els programes. El Manchester Baby de 1948 i l'EDSAC de 1949 van ser els primers ordinadors del món amb programes emmagatzemats internament, implementant un concepte freqüentment atribuït a un article presentat en 1945 per John von Neumann i els seus companys. No obstant això, una patent de Zuse de 1936 ja esmentava la idea, però va ser rebutjada.
6. Relació entre el Z3 i el concepte teòric de la màquina universal de Turing: era possible construir bucles en el Z3, però no hi havia cap instrucció de salt condicional (encara que hagués estat fàcil afegir una). No obstant això, hi ha una manera d'implementar una màquina de Turing en un Z3 (assumint una capacitat d'emmagatzematge infinita), com va ser demostrat en 1998. És una manera estranya, però la pròpia màquina de Turing és estranya, estant dissenyada per ser simple i universal, no eficient.
Des d'un punt de vista pràctic és molt més important el fet que el Z3 proporcionava un conjunt d'instruccions bastant útil per a les aplicacions dels enginyers dels anys 40. De fet, Zuse era un enginyer que va construir els seus ordinadors perquè els facilitessin el seu treball.